# Hemiphylacus
Hemiphylacus là một chi thực vật có hoa trong họ Xanthorrhoeaceae.